# Saúl Craviotto
Saúl Craviotto Rivero (Lleida 3 november 1984) is een Spaans kanovaarder. 
Tijdens de Craviotto Olympische Zomerspelen 2008 won Craviotto samen met Carlos Pérez de gouden medaille op de K-2 500 meter, dit was de laatste editie dat dit onderdeel op het olympische programma stond.
Craviotto werd driemaal wereldkampioen op de niet olympische 4x200 meter K-1.
In 2012 veroverde Craviotto olympisch zilver op de K-2 200 meter.
Tijdens de 2016 in het Braziliaanse Rio de Janeiro won Craviotto de gouden medaille op de K-2 200 meter en de bronzen medaille op de K-1 200 meter. De K-2 over 200 meter was in Rio de Janeiro voor de laatste keer onderdeel van het olympische programma.

## Belangrijkste resultaten

### Olympische Zomerspelen
| Editie | Plaats         | Resultaten        |
| ------ | -------------- | ----------------- |
| 2008   | Peking         | K-2 500m          |
| 2012   | Londen         | K-1 200m          |
| 2016   | Rio de Janeiro | K-2 200m K-1 200m |

### Wereldkampioenschappen vlakwater
| Jaar | Plaats           | Resultaten            |
| ---- | ---------------- | --------------------- |
| 2009 | Dartmouth        | K-1 4x200m · K-2 200m |
| 2010 | Poznan           | K-1 4x200m · K-2 200m |
| 2011 | Szeged           | K-1 4x200m            |
| 2013 | Duisburg         | K-1 200m              |
| 2014 | Moskou           | K-1 200m              |
| 2018 | Montemor-o-Velho | K-2 200m · K-4 500m   |
| 2019 | Szeged           | K-4 500m              |

1976: Joachim Mattern & Bernd Olbricht ·
1980: Vladimir Parfenovitsj & Sergej Tsjoechrai ·
1984: Ian Ferguson & Paul MacDonald ·
1988: Ian Ferguson & Paul MacDonald ·
1992: Kay Bluhm & Torsten Gutsche ·
1996: Kay Bluhm & Torsten Gutsche ·
2000: Zoltán Kammerer & Botond Storcz ·
2004: Ronald Rauhe & Tim Wieskötter ·
2008: Saúl Craviotto & Carlos Pérez ·
2024: Max Lemke & Jacob Schopf
2012: Alexander Djatsjenko & Joeri Postrigaj ·
2016: Saúl Craviotto & Cristian Toro